# Varanus semotus
Pour les articles homonymes, voir Varanus et Semotus.
Espèce
Varanus semotus est une espèce de sauriens, de la famille des Varanidae.

## Répartition
Cette espèce est endémique de l'île de Mussau dans l'archipel Bismarck en Papouasie-Nouvelle-Guinée.

## Description
La femelle holotype mesure 1 010 mm de longueur totale dont 390 mm de longueur standard et 620 mm de queue. 

## Publication originale
- Weijola, Donnellan & Lindqvist, 2016 : A new blue-tailed Monitor lizard (Reptilia, Squamata, Varanus) of the Varanus indicus group from Mussau Island, Papua New Guinea. ZooKeys, no 568, p. 129-154 (texte intégral).